# Chaneil Kular
Chaneil Kular (ur. 20 sierpnia 1999 w Birmingham) – brytyjski aktor, model, najbardziej znany z roli Anwara w serialu Netflixa Sex Education.

## Kariera
Pochodzi z rodziny indyjskiej. Od najmłodszych lat był przywiązany do oglądania telewizji i filmów. Dzięki temu zbudował niezwykłe zdolności aktorskie w filmach i teatrze. Studiował teatr i film na Uniwersytecie w Bristolu. Zadebiutował w 2018 roku w serialu Doctors, występując w 12 odcinkach jako Tariq Amiri. W tym samym roku wystąpił gościnnie w jednym z odcinków serialu Prime Video Informer. Zasłynął w 2019 roku dzięki Sex Education, w którym wcielił się w postać Anwara, lidera popularnej grupy Moordale High School znanej jako „The Untouchables” i jedynego jawnie homoseksualnego ucznia w szkole. W 2020 roku wcielił się w rolę Dilipa Raia w telewizyjnym miniserialu Black Narcissus.

## Filmografia[9]
| Rok           | Tytuł           | Postać         | Uwagi                     |
| ------------- | --------------- | -------------- | ------------------------- |
| 2018          | Doctors         | Tariq Amiri    | 12 odcinków               |
| 2018          | Informer        | Dostawca pizzy | Odcinek „Rubinowy wtorek” |
| 2019          | Sex Education   | Anwar          | 16 odcinków, główna rola  |
| 2020          | Black Narcissus | Dilip Rai      | 3 odcinki                 |
| 2022          | Atlanta         | Cammy          | Sezon 3, odcinek 8        |
| data nieznana | Oskarżony       | Harri Bavshar  | W produkcji               |
| 2023          | Srebro          | Artur Hamilton | W produkcji               |